# Claude Hudson
Claude Silbert Hudson (26 janvier 1881 - 27 décembre 1952) est un chimiste américain surtout connu pour ses travaux dans le domaine de la chimie des glucides. Il a donné son nom au prix Claude S. Hudson en chimie des glucides décerné par l'American Chemical Society.

## Biographie
Hudson est né à Atlanta, en Géorgie, en 1881. Prévoyant à l'origine de devenir ministre du culte, il s'inscrit à l'Université de Princeton, mais ses intérêts se tournent rapidement vers la science. Il est diplômé de Princeton en 1901 avec un baccalauréat et obtient une maîtrise ès sciences en 1902. Il part ensuite en Europe pour étudier avec Walther Nernst et Jacobus Henricus van 't Hoff. De retour aux États-Unis, Hudson travaille comme instructeur de physique pendant un an à l'Université de Princeton et plus tard à l'Université de l'Illinois, obtenant un doctorat en 1907. Il occupe ensuite des postes au National Bureau of Standards et au NIH (1928 – 1951), tous deux à Washington, DC.
Il est élu à l'Académie nationale des sciences en 1927. Hudson est également connu pour les règles dites d'Hudson, concernant la rotation optique des sucres. Il reçoit la médaille Elliott Cresson en 1942 et le Prix Willard-Gibbs en 1929.
Le prix Claude S. Hudson en chimie des glucides est décerné depuis 1946 par l'American Chemical Society.